# Старий Жехув
Старий Жехув (пол. Stary Rzechów) — село в Польщі, у гміні Жечнюв Ліпського повіту Мазовецького воєводства.
Населення — 240 осіб (2011).
У 1975-1998 роках село належало до Радомського воєводства.

## Демографія
Демографічна структура станом на 31 березня 2011 року:
|          | Загалом | Допрацездатний вік | Працездатний вік | Постпрацездатний вік |
| -------- | ------- | ------------------ | ---------------- | -------------------- |
| Чоловіки | 127     | 25                 | 84               | 18                   |
| Жінки    | 113     | 24                 | 57               | 32                   |
| Разом    | 240     | 49                 | 141              | 50                   |